# Elezioni parlamentari a Cuba del 2023
Le elezioni parlamentari a Cuba del 2023 si sono tenute il 26 marzo per il rinnovo dell'Assemblea nazionale del potere popolare.

## Svolgimento
Secondo quanto previsto dall'ordinamento cubano, i 470 candidati sono stati indicati dalle assemblee delle associazioni della società civile, ossia sindacati, studenti, unione delle donne e i comitati di difesa rivoluzionari. Alle elezioni del 2023 i candidati erano per il 55% donne, 20% giovani fino ai 35 anni, 45% neri o mulatti, 95% con un diploma di scuola superiore, l’età media è di 46 anni. I candidati per essere eletti devono ottenere il 51% dei voti espressi nel loro collegio.
L’obiettivo indicato dalle associazioni dei dissidenti cubani di Miami e di Madrid è stato quello di «replicare» i risultati delle elezioni municipali del 2022, quando l’astensione raggiunse il picco storico del 31,5% e con circa il 10% di voti espressi in bianco o nulli. Tale scenario fu scongiurato dai risultati, che videro l'astensione attestarsi al 24,08% e con schede bianche e nulle pari al 9,7%.

## Risultati
Le possibili opzioni nel sistema cubano contemplano il voto per tutti i candidati del proprio collegio (corrispondente al voto per la "lista completa") o il voto selettivo solo per alcuni dei candidati.
| Opzione            | Voti      | %     | Seggi |
| ------------------ | --------- | ----- | ----- |
| Lista completa     | 4.444.876 | 72,10 | 470   |
| Voto selettivo     | 1.552.776 | 27,90 | 470   |
| Scheda bianca      | 383.316   | 6,22  |       |
| Voto nullo         | 215.920   | 3,50  |       |
| Totale voti        | 6.164.876 | 100   | 470   |
| Elettori/affluenza | 8.120.072 | 75,92 |       |